# UMhlathuze
uMhlathuze (officieel uMhlathuze Local Municipality) is een gemeente in het Zuid-Afrikaanse district uThungulu.
uMhlathuze ligt in de provincie KwaZoeloe-Natal en telt 334.459 inwoners.

## Hoofdplaatsen
Het nationaal instituut voor de statistiek, Stats SA, deelt sinds de census 2011 deze gemeente in in 34 zogenaamde hoofdplaatsen (main place):
Amadaka • Bhejane • Bhiliya • Empangeni • Empembeni • Esikhawini H • Esikhawini J • Ezikhaleni • Gobandlovu • Gubhethuka • Mabuyeni • Madlanghala • Mahunu • Mazimazana • Mhlatuze Flats • Mkhoma • Mkobasa • Mtunzini • Mzipofu • Ncombo • Ndindima • Ndleleni • Nkhanangu • Nkojane • Nseleni • Nthunzi • Nyembe • Ovondlo • Port Dunford • Richards Bay • Sikhalasenkosi • uMhlathuze NU • Uzimgwenya • Zenzele.